# Egyptens administrativa indelning
Egypten delas in i 27 guvernement, även kallade provinser (muhafaza, plural: muhafazat).
Det var tidigare 29 guvernement, men den 14 april 2011 upplöste premiärminister Essam Sharaf guvernementen Helwan och As-Sadis min Uktubar (6 oktober-guvernementet), då dessa återigen införlivades i Kairo guvernement respektive Giza guvernement.

## Provinser / guvernement

Översiktskarta

| nr | namn                | arabiska         |               | lägeskarta |
| -- | ------------------- | ---------------- | ------------- | ---------- |
| 1  | Alexandria          | al-Iskandariyya  | الإسكندرية    |            |
| 2  | Assuan              | Aswan            | أسوان         |            |
| 3  | Asyut               | Asyut            | أسيوط         |            |
| 4  | Beheira             | al-Buhayra       | البحيرة       |            |
| 5  | Beni Suef           | Bani Suwayf      | بني سويف      |            |
| 6  | Kairo               | al-Qahira        | القاهرة       |            |
| 7  | ad-Daqahliyya       | ad-Daqahliyya    | الدقهلية      |            |
| 8  | Damietta            | Dumyat           | دمياط         |            |
| 9  | Faijum              | al-Fayyum        | الفيوم        |            |
| 10 | al-Gharbiyya        | al-Gharbiyya     | الغربية       |            |
| 11 | Giza                | al-Jiza          | الجيزة        |            |
| 12 | Ismailia            | al-Ismailiyya    | الإسماعيلية   |            |
| 13 | Kafr el-Sheikh      | Kafr ash-Shaykh  | كفر الشيخ     |            |
| 14 | Mersa Matruh        | Matruh           | مطروح         |            |
| 15 | al-Minya            | al-Minya         | المنيا        |            |
| 16 | al-Minufiyya        | al-Minufiyya     | المنوفية      |            |
| 17 | al-Wadi al-Jadid    | al-Wadi al-Jadid | الوادي الجديد |            |
| 18 | Sina ash-Shamaliyya | Shamal Sina      | شمال سيناء    |            |
| 19 | Port Said           | Bur Said         | پورسعيد       |            |
| 20 | al-Qalyubiyya       | al-Qalyubiyya    | القليوبية     |            |
| 21 | Qena                | Qina             | قنا           |            |
| 22 | al-Bahr al-Ahmar    | al-Bahr al-Ahmar | البحر الأحمر  |            |
| 23 | ash-Sharqiyya       | ash-Sharqiyya    | الشرقية       |            |
| 24 | Sohag               | Sawhaj           | سوهاج         |            |
| 25 | Sina al-Janubiyya   | Janub Sina       | جنوب سيناء    |            |
| 26 | Suez                | as-Suways        | السويس        |            |
| 27 | Luxor               | al-Uqsur         | الأقصر        |            |

## Allmänt
De flesta guvernementen, eller provinserna, har en befolkningstäthet på mer än 1 000 invånare per km², medan de tre största har en befolkningstäthet på under 2 invånare per km². Guvernementen är i sin tur indelade i mindre administrativa enheter som kallas kism och markas, med vidare uppdelningar i städer, byar och smådistrikt.
Fyra av guvernementen är även städer, nämligen Kairo, Alexandria, Port Said och Suez. Vissa källor anger även Luxors guvernement som ett stadsguvernement, men detta guvernement är fortfarande administrativt uppdelat i staden Luxor samt andra mindre orter och områden.

## Historia
Guvernementen ersatte den äldre indelningen i mudiriya (مديرية, pl: mudiriyat). Från början indelades Egypten i nomoi.
I april 2008 skapades muhafazah Helwan och 6 oktober efter omstruktureringar för att avlasta muhafazah Kairo och Giza. Den 14 april 2011 upplöste premiärminister Essam Sharaf guvernementen Helwan och 6 oktober och de blev åter en del av Kairo guvernement respektive Giza guvernement.